# Howie Meeker
Howard „Howie“ William Meeker, CM (* 4. November 1923 in Kitchener, Ontario; † 8. November 2020 in Nanaimo, British Columbia) war ein kanadischer Eishockeyspieler und -trainer sowie Sportkommentator und Politiker. Zwischen 1946 und 1953 bestritt der rechte Flügelstürmer über 300 Partien für die Toronto Maple Leafs in der National Hockey League, mit denen er in dieser Zeit viermal den Stanley Cup gewann. Darüber hinaus wurde er im Jahre 1947 mit der Calder Memorial Trophy als bester Rookie der Liga geehrt. Nach dem Ende seiner aktiven Karriere war er kurzzeitig als Cheftrainer der Maple Leafs tätig, ehe er als langjähriger Kommentator bei Hockey Night in Canada auch späteren Generationen bekannt wurde. Darüber hinaus war Meeker Anfang der 1950er Jahre für knapp zwei Jahre gewählter Abgeordneter im Unterhaus des kanadischen Parlaments.

## Karriere
Howie Meeker begann seine Karriere als Eishockeyspieler bei den Toronto Maple Leafs, für die er von 1946 bis 1954 in der National Hockey League spielte. In dieser Zeit, gewann er mit den Kanadiern in den Jahren 1947, 1948, 1949 und 1951 viermal den Stanley Cup. In seiner ersten NHL-Spielzeit erhielt er zudem die Calder Memorial Trophy als bester Rookie. Nach seiner Zeit in Toronto stand Meeker noch zwei Jahre lang bei den Pittsburgh Hornets aus der American Hockey League unter Vertrag, die er als Spielertrainer betreute.
Nach seiner Karriere als Eishockeyprofi wurde Meeker in der Saison 1956/57 als Ersatz für King Clancy Cheftrainer bei seinem Ex-Club, den Toronto Maple Leafs, mit denen er jedoch die Playoffs verpasste. Nach der Spielzeit wurde er General Manager, allerdings entließen ihn die Maple Leafs noch vor dem Beginn der Saison 1957/58.
Später startete Meeker eine TV-Karriere. Von 1973 bis 1977 wurde seine eigene Show Howie Meeker’s Hockey School auf CBC Television ausgestrahlt. In den 1970er und 1980er Jahren arbeitete Meeker unter anderem als Spielanalyst für Hockey Night in Canada. Von 1987 bis 1998 arbeitete der ehemalige Eishockeyprofi für den Sportsender TSN.
Im Jahr 1998 erhielt Howie Meeker den „Fost Hewitt Award“ der Hockey Hall of Fame für seine Eishockey-Übertragungen. 2010 folgte die Aufnahme als Member in den Order of Canada.
Meeker starb am 8. November 2020 im Alter von 97 Jahren in Nanaimo, British Columbia.

## Erfolge und Auszeichnungen
| - 1947 Stanley-Cup-Gewinn mit den Toronto Maple Leafs - 1947 Calder Memorial Trophy - 1947 Teilnahme am NHL All-Star Game - 1948 Stanley-Cup-Gewinn mit den Toronto Maple Leafs | - 1948 Teilnahme am NHL All-Star Game - 1949 Stanley-Cup-Gewinn mit den Toronto Maple Leafs - 1949 Teilnahme am NHL All-Star Game - 1951 Stanley-Cup-Gewinn mit den Toronto Maple Leafs |